# 텔아비브 증권거래소

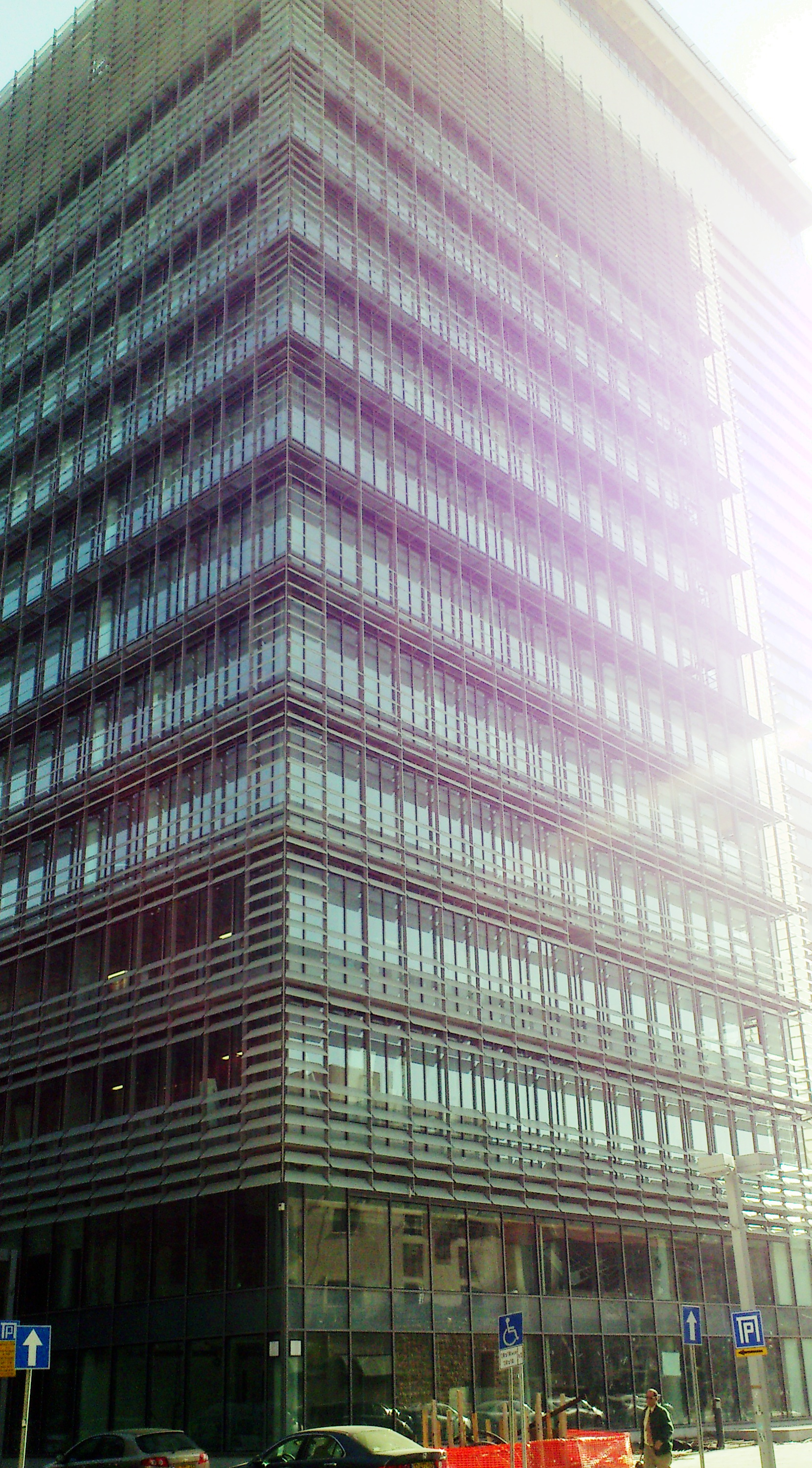

텔아비브 증권거래소(TASE, 히브리어: הַבּוּרְסָה לִנְיָירוֹת עֵרֶךְ בְּתֵל אָבִיב)는 이스라엘 텔아비브에 소재한 증권거래소이다. 1953년에 설립되었다.